# بيت مذيور (الحيمة الخارجية)

تعديل مصدري - تعديل

بيت مذيور هي إحدى قرى عزلة المخلاف بمديرية الحيمة الخارجية التابعة لمحافظة صنعاء، بلغ تعداد سكانها 207 نسمة حسب تعداد اليمن لعام 2004.